# Johannes Hubertus Leonardus de Haas
Johannes Hubertus Leonardus de Haas, né le 25 mars 1832 à Hedel et mort le 4 août 1908  à Königswinter, est un peintre de paysages et animalier néerlandais proche de l'École de La Haye.

## Parcours artistique
Originaire de Hedel, il suit des cours de peinture du soir à l'académie royale d'Amsterdam. À Haarlem, il est l'apprenti de Pieter Frederik van Os chez qui il se liera d'amitié avec Paul Gabriël et Hendrik Dirk van Elten Kruseman. En 1853, tous trois partent pour Oosterbeek où ils rencontrent le peintre alors influent Johannes Warnardus Bilders, père de Gerard Bilders, et le cercle d'artistes qui formera plus tard le mouvement artistique de l'école de La Haye. De Haas épousera Caroline Bilders, fille de Johannes Warnardus.

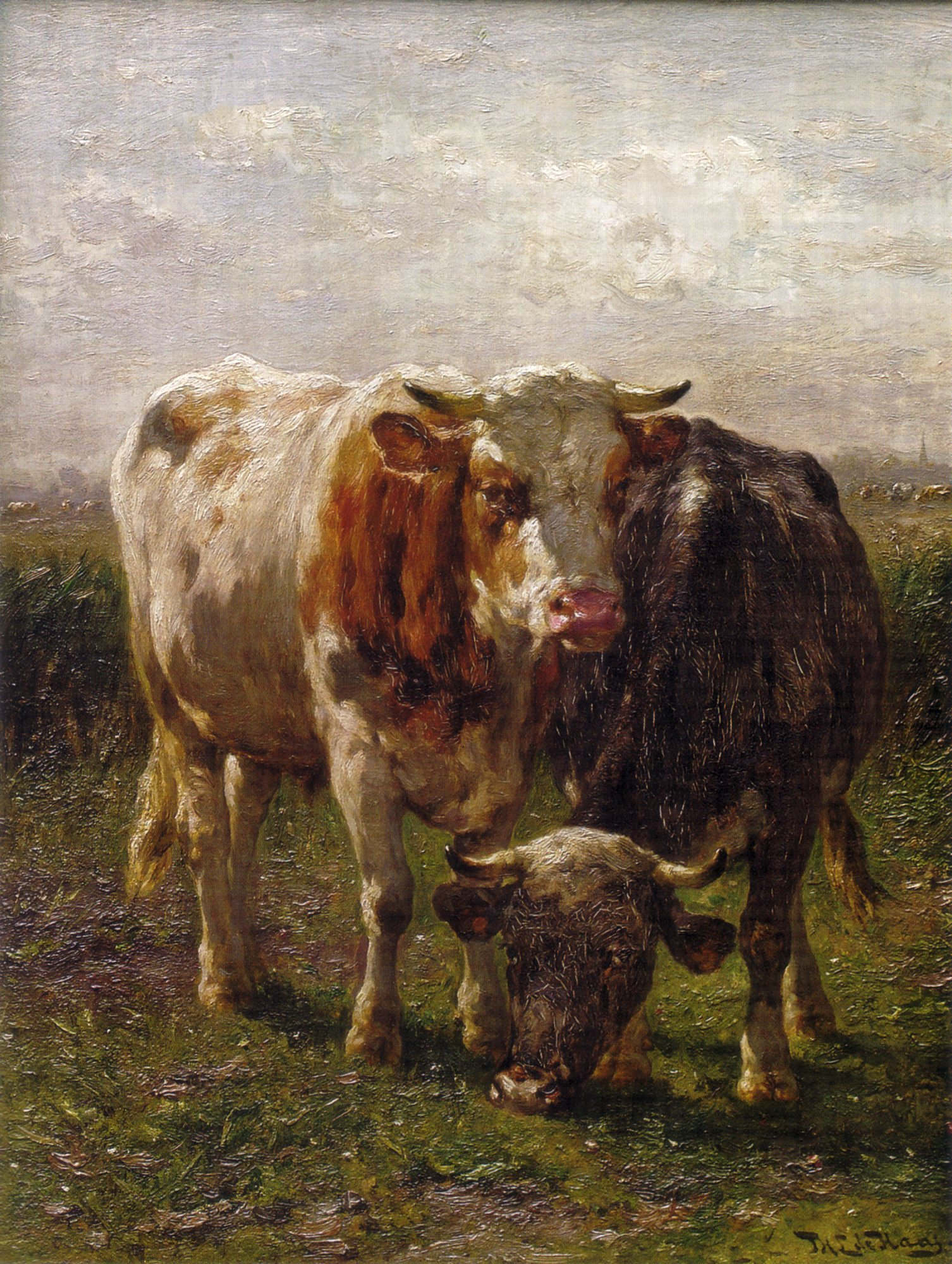
Taureau et vache à l'extérieur, Oosterbeek.

En 1855, ses tableaux exposés à Paris sont appréciés favorablement par Gustave Planche. Il voyage en Belgique, où il rencontre Willem Roelofs, avec qui il peindra souvent en compagnie de Paul Gabriël. Il forme comme élève Hyacinthe Jochams originaire de Louvain. Installé à Bruxelles jusqu'en 1869, il côtoie son beau-frère, le peintre Gerard Bilders. Caroline décède en 1865, laissant de Haas veuf avec son petit garçon. Il se mariera une seconde fois en 1868 avec Henriette Marie Jeanne Pauline Louise VAN VLOTEN, née sur l'ile de Java et héritière de la famille VAN VLOTEN des Pays-Bas, avec qui il aura deux autres enfants.C'est à cette période qu'il passe d'un style École de Barbizon à celui des peintres d'Oosterbeek.
En 1869, il reçoit une médaille pour son exposition à Munich, et se lie d'amitié avec le prince Luitpold de Bavière. Cette amitié lui permettra d'exposer en Bavière et plus tard dans l'Empire allemand. Il est en 1888 chargé de sélectionner les peintres néerlandais pour l'exposition de Munich, ce qui lui vaudra de solides inimitiés de la part de jeunes artistes néerlandais sur ses choix teintés de conservatisme.
En 1892, Emma de Waldeck-Pyrmont, reine consort des Pays-Bas, le désigne pour sélectionner les tableaux de la collection royale en vue de l'exposition à la Alte Pinakothek.

## Honneurs
Johannes Hubertus Leonardus de Haas est :
- Officier de l'ordre de Léopold (3 novembre 1872)[7] ;
- Commandeur de l'ordre de Léopold (4 mai 1881)[8].